# Tettigometra decorata
Tettigometra decorata är en insektsart som beskrevs av Victor Antoine Signoret 1866. Tettigometra decorata ingår i släktet Tettigometra och familjen Tettigometridae.
Artens utbredningsområde är Spanien. Inga underarter finns listade i Catalogue of Life.